# Kommunar (ciągnik)
Komunar (ros. Коммунар) – radziecki ciągnik gąsienicowy produkowany w okresie międzywojennym w Charkowskiej Fabryce Parowozów.

## Historia
Skolektywizowane rolnictwo ZSRR potrzebowało w latach 20. XX wieku ciągników gąsienicowych produkowanych w kraju. Pierwszym z nich stał się Kommunar, skonstruowany na bazie niemieckiego ciągnika Hanomag WD-50. Pierwowzór został wybrany przez Komisję Ciągnikową przy Państwowym Komitecie Planowania, a jego produkcję zlecono Charkowskiej Fabryce Parowozów (ChPZ). W maju 1922 roku uzyskano egzemplarz ciągnika z Niemiec i przystąpiono do analizy konstrukcji. Przy opracowaniu dokumentacji wprowadzono liczne zmiany i uproszczenia technologiczne. Przede wszystkim silnik benzynowy przerobiono w celu pracy na tańszej nafcie. Silnik stał się cięższy, co wymusiło wydłużenie podwozia i gąsienic dla zachowania takiego samego nacisku na podłoże. 
Pierwszy Kommunar został wyprodukowany pod koniec kwietnia 1924 roku. Ich produkcja w zakładach ChPZ, mających stare i dość zużyte oprzyrządowanie, nie stała się jednak masowa. Do kwietnia 1925 roku powstało tylko 20. Przewidywano produkcję 300 ciągników rocznie, co osiągnięto dopiero w 1930 roku. Ogółem do zakończenia produkcji w 1931 roku powstało ich około 2000, jednakże według innych źródeł, produkcja zakończyła się w 1935 roku i mogło ich powstać 3500.

## Eksploatacja
Ciągniki Kommunar używane były w ZSRR głównie w gospodarce leśnej, do zwożenia drewna. W mniejszym zakresie używane były jako rolnicze lub przemysłowe. Ich rola zmalała po wprowadzeniu masowo produkowanych ciągników Staliniec S-60 i S-65.
W ograniczonej liczbie ciągniki były używane przez Armię Czerwoną jako artyleryjskie i ewakuacyjne, pod oznaczeniem 9G (od: 9-tonowy gąsienicowy). Służyły także na lotniskach do przetaczania dużych samolotów, jak TB-3. Po mobilizacji po ataku Niemiec na ZSRR służyło ich w armii około 500, a według innych danych, nawet około 3000. Pewna liczba została następnie przejęta i była doraźnie wykorzystywana przez niemiecki Wehrmacht. 
Ciągnik rozwijał prędkość od 1,8 do 7 km/h.